# Союз ТМ-14
Союз ТМ-14 е пилотиран космически кораб от серията „Союз ТМ“ към станцията „Мир“ и 90-и полет по програма „Союз“.

## Екипаж

### При старта

#### Основен
- Александър Викторенко(3) – командир
- Александър Калери(1) – бординженер
- Клаус-Дитрих Фладе(1) – космонавт-изследовател

#### Дублиращ
- Анатолий Соловьов – командир
- Сергей Авдеев – бординженер
- Райнхолд Евалд – космонавт-изследовател

#### Резервен
- Валерий Корзун – командир
- Александър Лавейкин – бординженер

### При кацането
- Александър Викторенко – командир
- Александър Калери – бординженер
- Мишел Тонини – космонавт-изследовател

## Параметри на мисията
- Маса: 7150 кг
- Перигей: 373 км
- Апогей: 394 км
- Наклон на орбитата: 51,6°
- Период: 92,2 мин

## Описание на полета
Това е първият полет след разпадането на СССР и затова може да се нарече първият руски космически полет. В екипажа участва Клаус-Дитрих Фладе – вторият немец, пребивавал на орбитална станция (след Зигмунд Йен от ГДР). По време на полета той извършва 14 експеримента в областта на медицината, биологията, физиката и материалознанието по програма за подготовка на бъдещ проект за орбитална станция.
Единадесетата основна експедиция на станцията „Мир“ прави по време на почти петмесечния си полет експерименти в областта на материалознанието, космическата техника, астрофизиката и наблюдения на Земята. Произведени са свръхчисти кристали от галий на новата установка „Гранат“ на борда на модула Кристал. Правят се дългосрочни наблюдения на състава на въздуха и се изследвало влиянието на движението на космонавтите на микрогравитацията. Правят се астрономически наблюдения в ултравиолетовия и рентгеновия диапазон. С помощта на камерата „KFA 1000“ е направено заснемане на Северна Африка, Северна и Южна Америка, тихоокеанския регион и Австралия. С помощта на топографическа триканална камера „KATE 140“ са направени фотоснимки на части от Русия, Казахстан и Украйна. Извършени са и геологични изследвания в южна Украйна с помощта на многоканален спектрометър „МКС 2М“ (19 канала в областта от 415 до 1030 nm). Извършени са и други научни експерименти (изследване растежа на кристали, ерозия на различни вещества в атомен кислород, загиване на живи клетки под въздействието на космическите лъчи, кристализация на биологични макромолекули и влияние на изкуствената гравитация на растежа на растения). С помощта на многоспектралната камера „МКФ 6МА“ са направени снимки с висока разделителна способност на повърхността на Земята. Тези снимки дават възможност да се оцени замърсеността на околната среда, предполагаемо местоположение на определени полезни изкопаеми или обема на добивите от селскостопанска продукция.
По време на полета е направено едно излизане в открития космос за смяна на два жироскопа за стабилизация на модула Квант-2, посрещнати са два транспортни товарни кораба (Прогрес М-12 и -М-13).

### Космически разходки
| № | Участници                               | Начало               | Край                 | Продължителност   |
| - | --------------------------------------- | -------------------- | -------------------- | ----------------- |
| 1 | Александър Калери Александър Викторенко | 8 юли 1992 12:38 UTC | 8 юли 1992 14:41 UTC | 2 часа и 3 минути |

Заедно с Викторенко и Калери на Земята се завръща французина Мишел Тонини, пристигнал на станцията със Союз ТМ-15.
При кацането става проблем, тъй като капсулата се приземява с „главата надолу“ и е поставена в нормално положение едва след пристигането на търсещите екипи.